# Hardcore 4x4
Hardcore 4x4 (inicialmente conocido como TNN Motorsports Hardcore 4x4 en los Estados Unidos y conocido como Deka Yonku ~Tough The Truck~ (デカ４駆　～タフ　ザ　トラック～?) en Japón) es un videojuego de carreras videojuego desarrollado por Gremlin Interactive para Sega Saturn, PlayStation y Microsoft Windows. Estuvo disponible para descargar desde PlayStation Store como PSone Classic para jugar en PlayStation 3 el 10 de enero de 2008, en las regiones PAL. El juego utiliza entornos 3D y modelos de camiones. La banda sonora presenta música hard rock.

## Jugabilidad
Hardcore 4x4 es un juego de carreras todoterreno. El jugador controla un 4x4 como un Jeep o una camioneta alrededor de circuitos a campo traviesa en 3D e intenta llegar primero a la línea de meta. Hay seis vehículos diferentes para elegir, cada uno con diferentes configuraciones de manejo, aceleración y suspensión. Los circuitos tienen diferentes superficies con las que debe lidiar el jugador, incluido asfalto, tierra, arena y hielo. Las condiciones climáticas se pueden cambiar para agregar otro desafío al juego.
Hay tres tipos de carreras. En el modo de carrera única, los jugadores participan en una sola carrera en una pista de su elección contra otros cinco competidores. En el modo campeonato, los jugadores corren por los seis circuitos seguidos en un intento de ganar un camión Madre. La contrarreloj permite que hasta ocho jugadores compitan al estilo de todos contra todos para lograr el tiempo de vuelta más rápido en una pista.
Hardcore 4x4 también incluye un juego oculto llamado Roids, un clon de Asteroids, accesible con un truco código.

## Desarrollo
Para modelar con precisión los vehículos 4x4, los desarrolladores separaron las ruedas en cuatro secciones que responderían de forma independiente al entorno.
Las versiones de PlayStation y Saturn se desarrollaron simultáneamente.

## Recepción
Todd Mowatt y Joe Rybicki de Electronic Gaming Monthly calificaron la versión de Saturn como "carreras 4x4 en su máxima expresión" y "uno de los juegos más realistas que he visto". Ambos elogiaron el diseño de la pista y la inclusión del clima, aunque sintieron que la imposibilidad de salirse de las pistas era inapropiada y frustrante. GamePro calificó la jugabilidad como demasiado lenta y, además, criticó la pixelización, la falta de detalles y la baja velocidad de fotogramas. Rad Automatic de Sega Saturn Magazine quedó satisfecho con el concepto y señaló: "En lugar de simplemente tomar curvas e ir muy rápido, en Hardcore tienes que leer la pista, tomar las líneas de menor resistencia, evitar pendientes demasiado pronunciadas, no caerse y no rebotar demasiado." Sin embargo, encontró fallas en la ejecución, citando la lentitud del juego, la baja velocidad de fotogramas, el recorte y la falta de inercia durante las colisiones. Concluyó que el juego sería entretenido para los entusiastas del todoterreno, pero no para el público en general, y expresó su deseo de ver una secuela mejorada.
Al revisar la versión de PlayStation, GamePro comentó que "la acción básica y el manejo arduo impiden que 4x4 cree un juego adictivo. Peor aún, no hay licencias de la vida real ni acción para dos jugadores". El crítico también citó rupturas, problemas de volver a dibujar y música cursi. Un crítico de Next Generation dijo que el juego simula con éxito el manejo de un camión 4x4, pero que las pistas estrechas permiten al jugador bloquear fácilmente a los oponentes para que no los pasen una vez que entran. el liderato, reduciendo en gran medida la emoción de la carrera. Al igual que los críticos de EGM, consideró que la incapacidad de salirse de las vías era inapropiada y "simplemente molesta". GameSpot criticó el diseño de la pista del juego por tener "colores y texturas monótonos" y por ser "demasiado estrecho" y dijo que la falta de un mapa o una vista aérea hace que el juego sea mucho más difícil de lo que hubiera sido con tal característica incluida. IGN dijo que "Los camiones se manejan muy bien" y "la física de los saltos y golpes es muy agradable", pero que los gráficos son "increíblemente granulados" y los circuitos estrechos son un problema.
El juego generó £2 millones en ingresos.